# Meinard Fortmann
Meinard Fortmann (* 13. März 1891 in Vechta; † nach dem 13. März 1945 im KZ Bergen-Belsen) war ein deutscher römisch-katholischer Postbeamter und Märtyrer.

## Leben
Meinard Fortmann wuchs als Sohn eines Gefängnisaufsehers in Vechta auf und wurde Bäcker. Im Ersten Weltkrieg verlor er einen Daumen, konnte sein Handwerk nicht mehr ausüben und wurde Postangestellter. Da er sich der NSDAP verweigerte, wurde er 1937 (in 80 km Entfernung zu seiner Familie) nach Leer versetzt und blieb dort bis 1943. Im Februar 1944 wurde er auf Grund einer Denunziation von der Gestapo verhaftet und in Oldenburg eingekerkert. Er wurde zu einem Jahr Lagerhaft verurteilt und kam im August 1944 in das KZ Sachsenhausen (Block 30, Häftlings-Nr. 93.259), wo der Politiker Josef Siegnoth sein Mitgefangener war. Wohl im Februar 1945 wurde Fortmann in das KZ Bergen-Belsen verlegt. Sein letztes Lebenszeichen datiert vom 13. März 1945. Da Bergen-Belsen auf Grund von Hunger und Seuchen für Massensterben in den Monaten März bis Mai 1945 bekannt war (allein im März gab es 18.000 Tote), wird angenommen, dass er unter den Todesopfern war.

## Gedenken
Die deutsche Römisch-katholische Kirche hat Meinard Fortmann als Märtyrer aus der Zeit des Nationalsozialismus in das deutsche Martyrologium des 20. Jahrhunderts aufgenommen. In Vechta ist eine Straße nach ihm benannt.